# Robert K. Massie
Robert K. Massie (5 januari 1929, Versailles (Kentucky), VS – 2 december 2019, Irvington, New York, VS) was een Amerikaans historicus en auteur, gespecialiseerd in het Huis Romanov.
Hij won een Pulitzerprijs voor zijn biografie van Peter de Grote.

## Biografie
Massie werd op 5 januari 1929 in de Verenigde Staten geboren. Zijn vader Robert Jr. Massie was onderwijzer en zijn moeder Molly (née Kimball) was een progressieve activiste. Hij groeide op in Versailles en Nashville. Massie behaalde diploma's 'Amerikaanse studies' aan de Yale-universiteit en vervolgens met een Rhodesbeurs aan de Universiteit van Oxford. Hij begon te werken als journalist voor Collier's, Newsweek en vervolgens The Saturday Evening Post. Hij gaf ook les aan de universiteiten van Tulane en Princeton.
Van 1954 tot 1990 was Massie gehuwd met Suzanne Massie (née Rohrbach). Ze kregen een zoon en twee dochters. Hun zoon Robert Kinloch "Bob" Massie IV werd geboren met hemofilie. Hierdoor raakte Massie geïnteresseerd in de laatste tsaar van Rusland wiens zoon Aleksej de ziekte ook had. Samen met zijn vrouw schreef Massie het boek Journey (1975) over de ervaringen met hun zieke zoon.
In 1967, na bij The Saturday Evening Post te zijn weggegaan, brak Massie door met zijn eerste boek, Nicholas and Alexandra, over de laatste tsaar en tsarina van het Keizerrijk Rusland. Het boek werd in 1971 verfilmd met Laurence Olivier en Janet Suzman in de hoofdrollen: Nicholas and Alexandra. Na de val van de Sovjet-Unie werden de Russische archieven toegankelijk en kwam nieuwe informatie vrij wat in 1995 tot een vervolg op zijn doorbraak zou leiden: The Romanovs: The Final Chapter.
Massie bleef biografieën schrijven over de Russische keizerlijke familie. In 1981 ontving hij de Pulitzerprijs voor Peter the Great: His Life and World. NBC bewerkte het tot een met drie Emmy's bekroonde miniserie. In 2011 publiceerde Massie Catherine the Great: Portrait of a Woman, over Catharina II van Rusland, waarmee hij ook enkele prijzen behaalde. Massie schreef ook een boek over de aanloop naar de Eerste Wereldoorlog, Dreadnought: Britain, Germany, and the Coming of the Great War (1991) en over de rol van schepen in die oorlog, Castles of Steel: Britain, Germany, and the Winning of the Great War at Sea (2003).
Van 1987 tot 1991 was Massie voorzitter van de 'Authors Guild'. In die hoedanigheid riep hij alle auteurs op tot een boycot van boekenwinkels die weigerden Salman Rushdies Duivelsverzen te verkopen.
In 1992 hertrouwde Massie met zijn literaire vertegenwoordigster, Deborah Karl. Met haar had hij nog eens een zoon en twee dochters. Massie stierf in 2019 op 90-jarige leeftijd aan complicaties door de ziekte van Alzheimer.

## Erkenning
- 1981 'Pulitzer Prize for Biography' voor Peter the Great: His Life and World
- 1983 'Golden Plate Award of the American Academy of Achievement'
- 2012 'Andrew Carnegie Medal for Excellence in Nonfiction' voor Catherine the Great: Portrait of a Woman
- 2012 'PEN/Jacqueline Bograd Weld Award for Biography' voor Catherine the Great: Portrait of a Woman